# Grand prix du rayonnement français
Pour les articles homonymes, voir prix du rayonnement français (homonymie).
Les Grands Prix du Rayonnement français sont des prix créés en 2009 par Joëlle Garriaud-Maylam, sénatrice des Français établis hors de France.

## Description
Ce prix récompense chaque année des femmes et hommes qui ont fait rayonner les valeurs de la France[pas clair]. Le prix valorise aussi bien des initiatives individuelles que collectives ; il se veut honorer des personnes ou associations « porteuses de l’image d’une France moderne, innovante et diverse » . Les lauréats sont distingués dans diverses catégories : humanitaire, touristique, environnemental, économique, culturel, gastronomie, sport, science ou encore la francophonie.

## Président
- Joëlle Garriaud-Maylam, sénatrice des Français établis hors de France. Fondatrice et Présidente des Prix de 2009 à mars 2023. Elle en assume désormais la Présidence d'Honneur[1]
- Yasmine Murat, Présidente des Prix depuis mars 2023[2]

## Liste des lauréats des Grand Prix du Rayonnement français

### 2022
- Heidi Sevestre, Grand Prix du Rayonnement environnemental[3]
- Tony Parker, Grand Prix du Rayonnement sportif[3],[4]
- Babette de Rozières, Grand Prix du Rayonnement gastronomique
- Nayla de Freige, Grand Prix du Rayonnement francophone
- Frédéric de Saint-Sernin, Grand Prix du Rayonnement humanitaire
- Emmanuelle Charpentier, Grand Prix du Rayonnement scientifique
- Christiane Lambert, Grand Prix du Rayonnement économique
- Stéphane Bern, Grand Prix du Rayonnement culturel
- Jean-Yves le Drian, Prix Spécial du Jury[3]

### 2021
- Professeur Jean-Robert Pitte, Grand Prix du Rayonnement français

### 2020
- Monseigneur Gollnisch et l'œuvre d'Orient, Grand Prix du Rayonnement français[5]
- Arnaud Vaissé, Grand Prix du Rayonnement français[5]
- Béatrice Garette, Grand Prix du Rayonnement français[5]

### 2019
- Mohed Altrad, prix du rayonnement économique[6]
- Pierre Soulages, prix du rayonnement français[7]
- Brigade de sapeurs-pompiers de Paris, prix spécial du jury[8]
- Isabelle Autissier, prix du rayonnement environnemental[9]
- Alain Ducasse, prix du rayonnement gastronomique[9]
- Groupe Nutriset, prix du rayonnement humanitaire[10]
- CNRS, prix du rayonnement scientifique[11]
- Maisons et Hôtels Sibuet, prix du rayonnement touristique[12]

### 2018
- Marie Bochet, prix du rayonnement français[13]
- Didier Deschamps pour l'Équipe de France de Football, prix spécial du jury[14]
- Élisabeth Platel pour les Petits Rats de l'Opéra de Paris, prix du rayonnement culturel[15]
- Bruno Pavlovsky pour les Métiers d'art, prix du rayonnement économique[16]
- Olivier Pagezy et Benedict Donnelly pour l'Hermione, prix du rayonnement environnemental 2018[17]
- Abd al Malik, prix du rayonnement francophone[18]
- Guy Savoy, prix du rayonnement gastronomique[19]
- Capitaine Laëticia d'Haille pour les armées françaises au titres leurs missions humanitaires, prix du rayonnement humanitaire[20]
- Hélène Courtois, prix du rayonnement scientifique[21]
- Benjamin, Serge et Jérémie Trigano pour les hôtels Mama Shelter, prix du rayonnement touristique[22]

### 2017
- Thomas Pesquet, grand prix du rayonnement français[23]
- Isabelle Huppert, prix du rayonnement culturel[24]
- Bernard Arnault, prix du rayonnement économique[25]
- Jérôme Clément pour la fondation Alliance française, prix du rayonnement francophone[26]
- Dominique Anract pour la baguette de tradition française, prix du rayonnement gastronomique[27]
- Claire Hédon pour l'association ATD Quart monde, prix du rayonnement humanitaire[28]
- Catherine Pégard, prix du rayonnement touristique[29]
- Laurent Fabius pour la COP21, grand prix du rayonnement français[30]
- Stéphane Layani pour le marché d'intérêt national de Rungis, prix spécial du jury[31]

### 2016
- Guy Cogeval pour le musée d'Orsay, prix du rayonnement culturel 2016[32]
- Jean-Hervé Lorenzi, prix du rayonnement économique 2016[33]
- Éric Ruf pour la Comédie Française, prix du rayonnement francophone 2016[34]
- Dominique Crenn, prix du rayonnement gastronomique 2016[35]
- Professeur Alain Deloche, prix du rayonnement humanitaire 2016[36]
- Christian Prudhomme pour le Tour de France, prix du rayonnement touristique 2016[37]

### 2015
- Julien Lauprêtre, grand prix du rayonnement français 2015[38]
- Jean-Michel Willmotte, prix du rayonnement culturel 2015[39]
- Gérac Sénac, prix du rayonnement économique 2015
- Romain Troublé et Étienne Bourgeois pour Tara Expeditions, prix du rayonnement environnemental 2015[40]
- Albert Yuma-Mulimbi pour la CPCCAF, prix du rayonnement francophone 2015[41]
- Carol Duval-Leroy, prix du rayonnement gastronomique 2015[42]
- André Terrail pour La Tour d'Argent, prix du rayonnement touristique 2015[43]

### 2014 et avant
- Jacqueline Franjou, Grand Prix du rayonnement français 2014[44]
- Florence Cathiard, Prix de rayonnement économique 2014[45]
- René Légère, Prix du rayonnement francophone 2014[46]
- Anne-Sophie Pic, Prix du rayonnement gastronomique 2014[47]
- Docteur Mego Terzian, Prix du rayonnement humanitaire 2014[48]
- Thierry, Stéphane et Laurent Gardinier (Gardinier & Fils), Prix du rayonnement touristique 2014
- Henry Loyrette, Grand Prix du rayonnement français 2012
- Guillaume Gomez, Prix du rayonnement gastronomique 2012
- Yves Marre, Prix du rayonnement humanitaire 2012
- William Christie, Grand Prix du rayonnement français 2011
- Anne-Marie Descôtes, Grand prix du rayonnement français 2010